# Midou
Le Midou  ou Midour (Midor en gascon) est une  rivière constitutive de la Midouze, dans le sud-ouest de la France. Son nom historique est le Midour mais le r final ne se prononce pas en gascon d'où l'écriture Midou. Le Midou fait l'objet d'un inventaire ZNIEFF de type 2 « Vallée du Midou et forêt départementale d'Ognoas ». Le « Réseau hydrographique du Midou et du Ludon » est un site Natura 2000 (SIC/pSIC).

## Géographie
Le Midou est une rivière de France qui prend sa source en Armagnac, à Armous-et-Cau dans le département du Gers, et qui s'unit à la Douze 105 km plus en aval à Mont-de-Marsan pour former la Midouze, un affluent de l'Adour. Il traverse Mont-de-Marsan sur 5,5 km. Dans cette ville, il est privé, les propriétaires riverains le sont jusqu'au milieu du cours d'eau. 

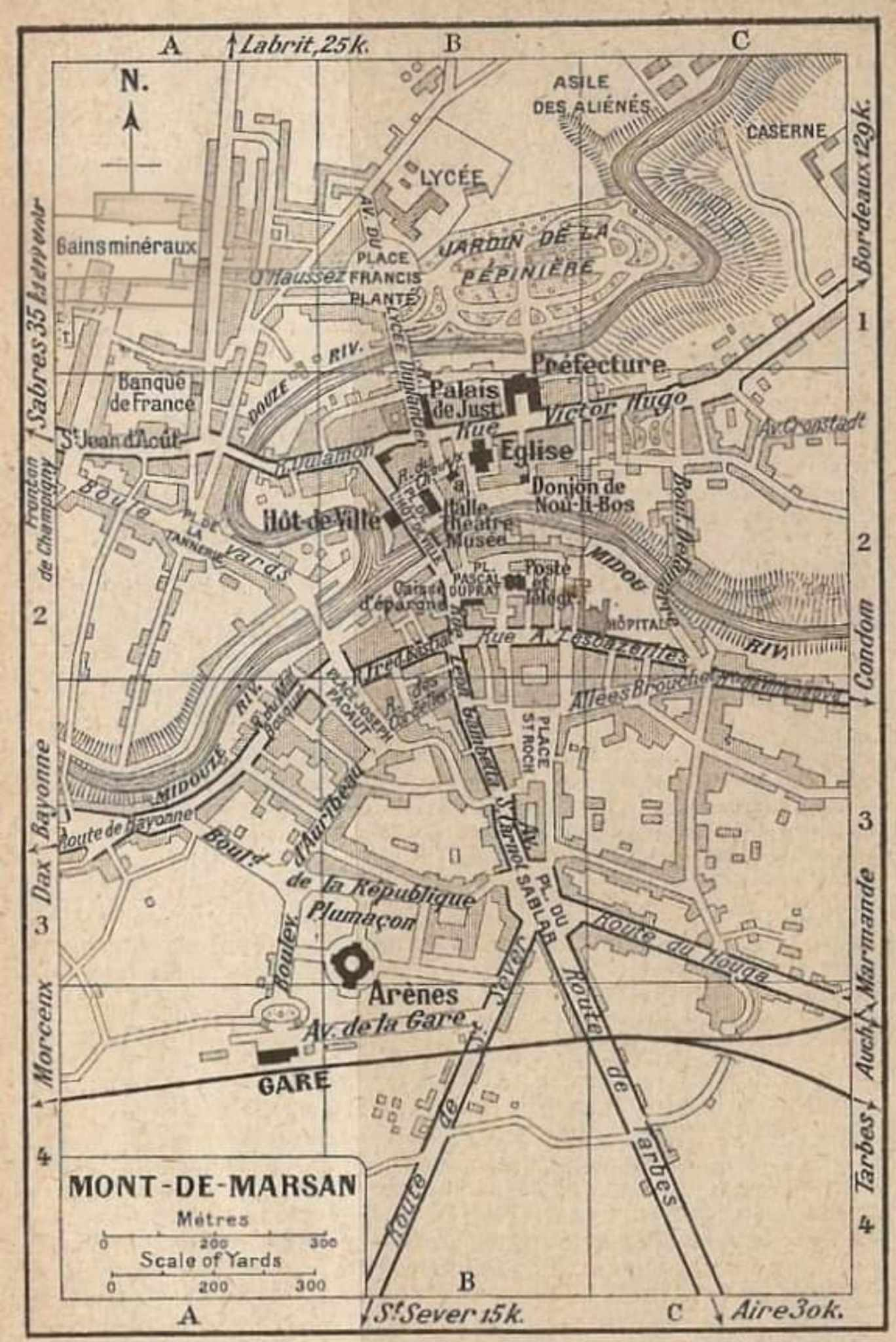
Confluence de la Douze et du Midou sur un plan ancien de Mont-de-Marsan, formant la Midouze.

### Départements et principales villes traversés
- Gers : Nogaro (proximité), Monguilhem. Dans ce département, son nom est le Midour[5].
- Landes : Villeneuve-de-Marsan, Mont-de-Marsan

## Histoire

### Moyen Âge
À la fin du XIe siècle, le Midou offre  une protection naturelle au site de l'enceinte médiévale de Castets à Bougue. En 1140, il est mentionné comme l'Amidou.
Entre 1133 et 1141, le vicomte Pierre de Marsan entreprend la fondation de Mont-de-Marsan pour en faire le nouveau siège de sa vicomté, à la confluence de la Douze et du Midou, offrant une protection naturelle à son château vicomtal. Il établit le port de Mont-de-Marsan sur la rive gauche de la Midouze non loin de là pour favoriser les échanges commerciaux et percevoir les revenus servant à financer son action militaire et politique. Un pont primitif est édifié sur le Midou entre le XIIe et XIIIe siècles pour relier le bourg castral de Mont-de-Marsan à ses faubourgs situés sur la rive gauche.  D'autres ponts franchissant le Midou ont été construits au cours de l'Histoire à Mont-de-Marsan.
Au XIVe siècle, la maison forte de Tampouy est érigée au Frêche pour contrôler le transport fluvial de marchandises sur le Midou entre le comté d'Armagnac et le port de Mont-de-Marsan.

### XVIIesiècle
En 1640, le midou est mentionné comme l'Amidon.

### XIXesiècle
A Mont-de-Marsan, en 1810, le pont primitif sur le Midou à Mont-de-Marsan est remplacé par un  nouvel ouvrage, rebaptisé pont Gisèle-Halimi en décembre 2005. Le Pont Delamarre est construit en bois sur le Midou en 1842 sous l'impulsion du Préfet Édouard Delamarre qui lui donne son nom. Le pont de bois est remplacé par un pont en pierre en 1873. Le pont de la Hiroire est reconstruit en 1877. Le pont ferroviaire de Mi-Carrère ouvre en 1882. La passerelle de Saint-Médard est reconstruite en 1888.

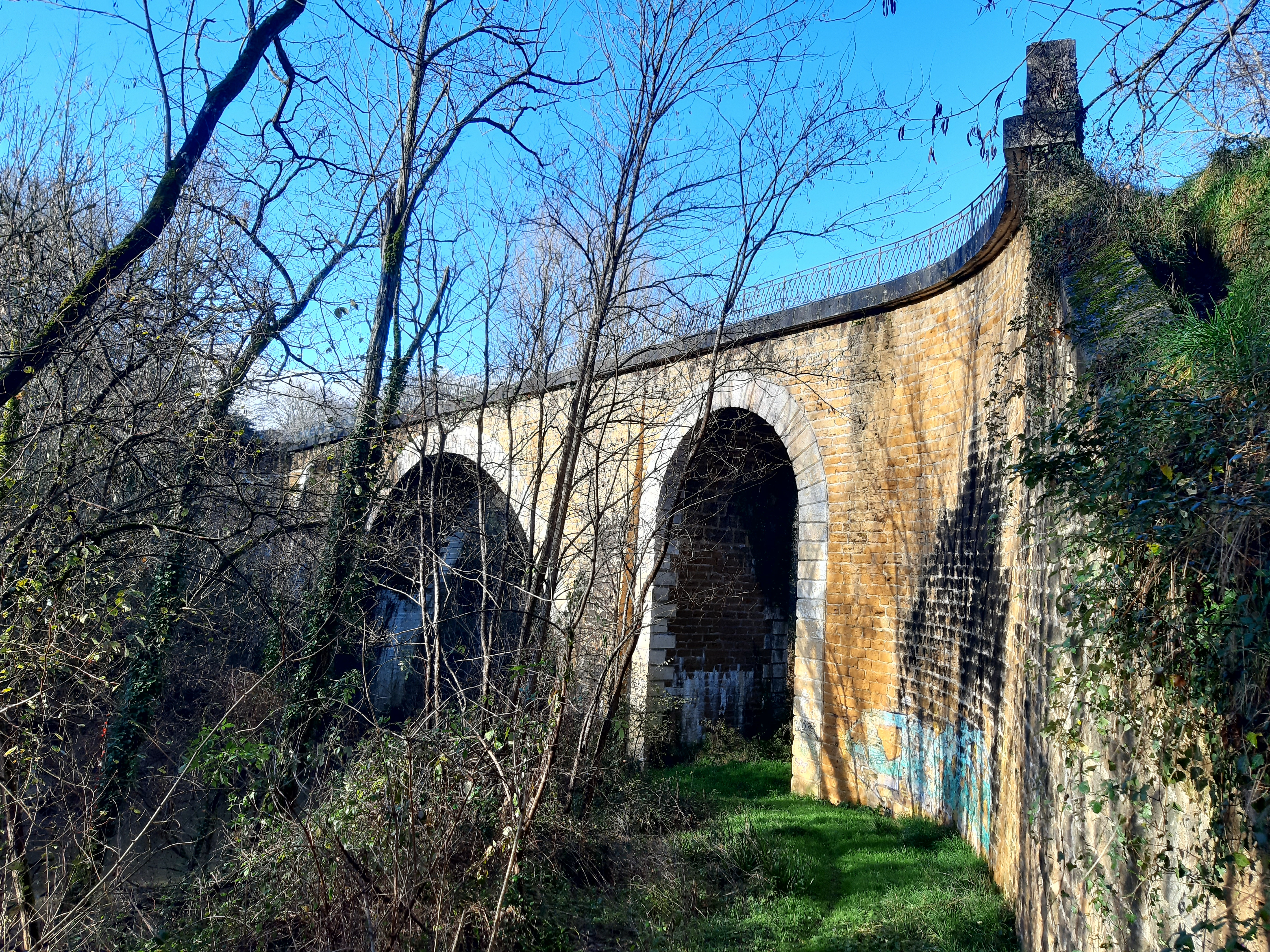
Pont de Mi-Carrère franchissant le Midou supportant la ligne de Marmande à Mont-de-Marsan

### XXesiècle
A Mont-de-Marsan, le pont de Saint-Médard est construit en 1976, les passerelles des Douves et des Musée en 1994.

### XXIesiècle
A Mont-de-Marsan, la passerelle Plaine des sports Camille Pédarré est construit en 2020.

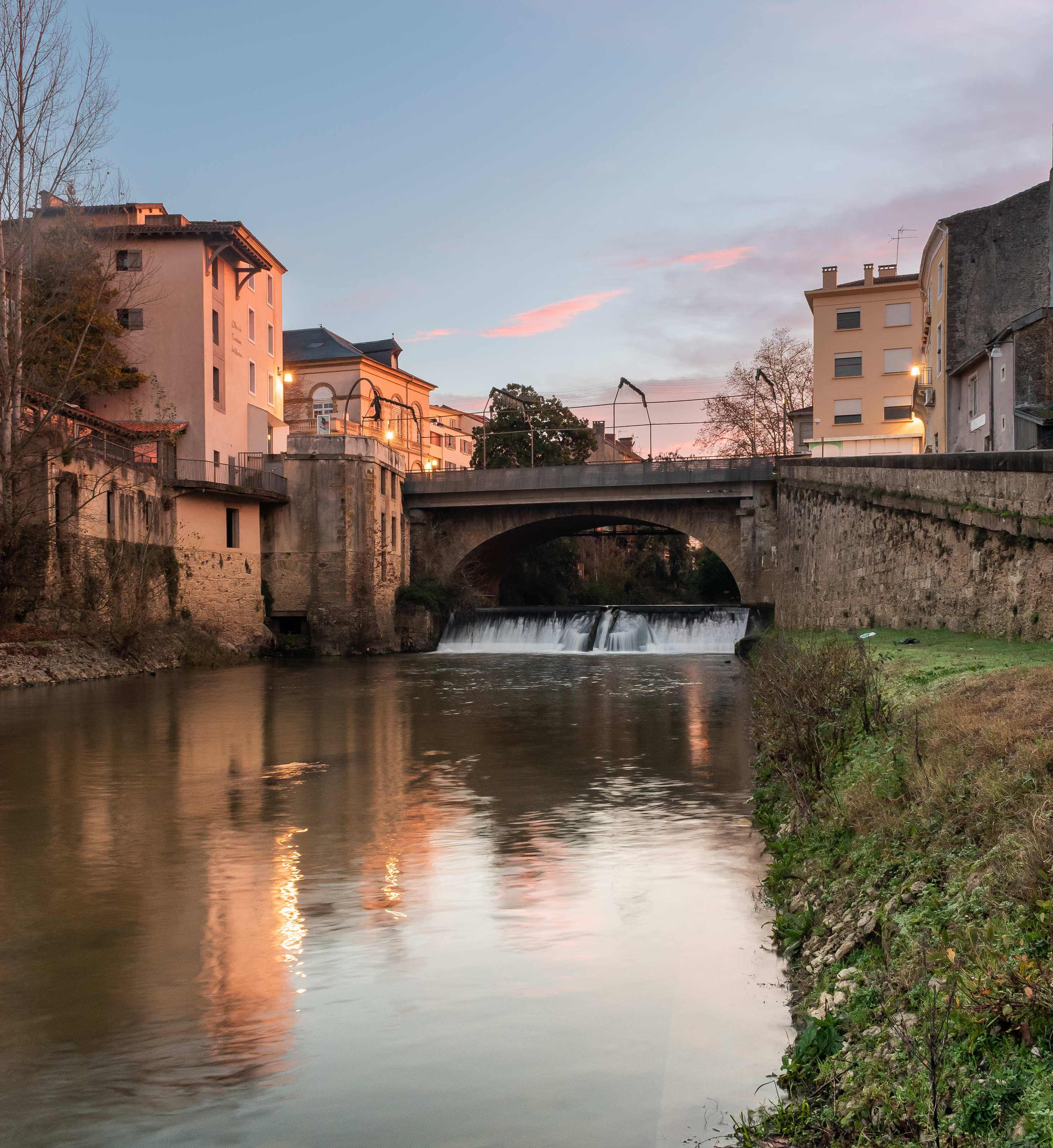
Fin du parcours du Midou sous le pont Gisèle Halimi à Mont-de-Marsan avant sa confluence avec la Douze

## Hydrographie

### Principaux affluents
- (D) la Riberette, ou Midour de Devant, de Baccarisse ;
- (D) le Midouzon, de la forêt d'Aignan ;
- (G) l'Izaute, en provenance de Termes-d'Armagnac ;
  - (D) la Jurane.
- (D) l'Estang, en provenance d'Estang ;
- (G) le Ludon, en provenance de le Houga ;
- (G) la Gaube, en provenance de Toujouse.